# Esek Hopkins
Esek Hopkins (26 de abril de 1718 - 26 de febrero de 1802) fue un comodoro estadounidense, el único Comandante en Jefe de la Armada Continental durante la guerra de Independencia de los Estados Unidos. También era un consumado capitán comercial y corsario.

## Primeros años de vida y carrera
Esek Hopkins nació en Scituate, en la colonia de Rhode Island y las Plantaciones de Providence. Antes de la Guerra Revolucionaria americana, había navegado a casi todas partes de la tierra, comandó un corsario en la guerra franco-india, y se desempeñó como diputado de la Asamblea General de Rhode Island. En septiembre de 1764, durante su tiempo como corsario y comerciante, Hopkins tomó el mando del barco de esclavos Sally, propiedad de Nicholas Brown and Company. Hopkins no tenía experiencia previa en el manejo de barcos de comercio de esclavos en ese momento, y el viaje de 15 meses resultaría en la muerte de 109 de 196 esclavos. A finales de 1765, Sally llegó a su primer destino comercial en las Indias Occidentales, pero los cautivos africanos supervivientes tenían una salud tan pobre que la mayoría se vendía por muy poco. El comando fallido de Hopkins de Sally contribuyó a que los hermanos Brown reconsideraran su participación en el comercio activo de esclavos de Rhode Island en el siglo XVIII.

## Servicio en la guerra de Independencia de Estados Unidos
Hopkins fue nombrado general de brigada para comandar todas las fuerzas militares de Rhode Island el 4 de octubre de 1775, e inmediatamente comenzó a fortalecer las defensas de Rhode Island con la ayuda de su adjunto, William West. Unos meses más tarde, el 22 de diciembre de 1775, Hopkins fue nombrado Comandante en Jefe de la Marina Continental autorizado por el Congreso Continental para proteger el comercio estadounidense. El 5 de enero de 1776, el Congreso le dio a Hopkins su conjunto de órdenes: "Se le instruye con la mayor diligencia para proceder con dicha flota al mar y si los vientos y el clima posiblemente lo admitirán para proceder directamente por Chesapeake Bay en Virginia y cuando casi haya llegado, enviará un pequeño velero veloz para ganar inteligencia... Si... descubre que no son muy superiores a los suyos, debe ingresar de inmediato a dicha bahía, busque fuera y ataque, tome o destruya toda la fuerza naval de nuestros enemigos que pueda encontrar allí. Si tiene la suerte de ejecutar este negocio con éxito en Virginia, debe proceder de inmediato hacia el sur y dominar tales fuerzas. como el enemigo puede tener tanto en Carolina del Norte como en Carolina del Sur... A pesar de estas órdenes particulares, que se espera que usted pueda ejecutar, si hay vientos fuertes, clima tempestuoso o cualquier otro accidente o desastre imprevisto, entonces seguirán esos cursos, ya que su mejor sentencia le sugerirá lo más importante para la causa estadounidense y angustiará al Enemigo por todos los medios a su alcance".
Hopkins tomó el mando de ocho pequeños barcos mercantes que habían sido alterados como hombres de guerra en Filadelfia. Después de mucha deliberación acerca de enfrentarse a las abrumadoras fuerzas británicas enumeradas en sus órdenes, Hopkins utilizó la última parte de sus órdenes. Hopkins navegó hacia el sur el 17 de febrero de 1776 para la primera operación de la flota estadounidense que llevó a la flota a Nasáu en las Bahamas. Consideró que sería mucho más ventajoso ganar un premio para el Ejército Continental que arriesgarse a destruir a la Armada Continental en su infancia. Sabía que el puerto británico en Nasáu estaría mal custodiado y tenía amigos allí que lo ayudarían en su causa.
La incursión de Nasáu, un asalto a la colonia británica el 3 de marzo de 1776, fue también el primer aterrizaje anfibio de los Estados Unidos. Los marines y marineros aterrizaron en "un golpe audaz, digno de un servicio más viejo y mejor entrenado", capturando municiones que se necesitan desesperadamente en la Guerra de Independencia. La pequeña flota regresó a New London el 8 de abril de 1776, después de haber ganado premios a dos comerciantes británicos y una goleta de seis cañones, pero no logró capturarlo pero hirió gravemente al HMS Glasgow el 6 de abril.
John Hancock, presidente del Congreso Continental, escribió a Hopkins: "Les pido que lo feliciten por el éxito de su Expedición. Su cuenta del espíritu y la valentía demostrada por los hombres les brinda a [el Congreso] la mayor satisfacción..." No solo la expedición de Hopkins obtuvo los suministros de guerra necesarios para el Ejército Continental, sino que le mostró a la Armada británica que tendrían que desviar sus barcos de las colonias beligerantes para proteger áreas no beligerantes, dejando así menos barcos británicos para luchar en el frente de guerra. John Paul Jones era un teniente en este momento bajo Hopkins.
La decisión de Hopkins de ir a Nasáu en lugar de seguir otra parte de sus órdenes concernientes a la Bahía de Chesapeake de Virginia y Carolina del Norte y del Sur, molestó a los miembros del sur del Congreso Continental, que se sumaron a las diferencias políticas, sociales, económicas, religiosas y filosóficas que ya existían entre los miembros del Congreso.
Lo que ocurrió a continuación en los meses siguientes fue políticamente complejo y controvertido. El Congreso Continental y los gobernadores estatales individuales a través de sus legislaturas permitieron a los barcos de propiedad privada ayudar en la batalla contra Gran Bretaña mediante la emisión de cartas de marca. Había prácticamente miles de estos barcos, que superaron a los barcos británicos, ayudando al esfuerzo de guerra en el mar. A estos barcos privados se les permitió reclamar cualquier artículo encontrado en los barcos británicos que conquistaron como propios. Por lo tanto, pudieron pagarles a sus marineros y oficiales casi el doble de la cantidad que la Marina Continental podía pagar a sus tripulaciones, ya que los artículos capturados por los barcos continentales iban por el bien de las colonias. Incluso después de que el Congreso construyó y equipó varios barcos más para uso del Comodoro Hopkins, no pudo encontrar el personal adecuado para tripular los barcos. John Adams, Sam Adams, Benjamin Franklin, Richard Henry Lee, Robert Treat Paine y John Paul Jones salieron en defensa de Hopkins.
Sin embargo, el 12 de agosto de 1776, el Congreso censuró a Hopkins. La humillación y una reputación herida le siguieron. Muchas fuentes dicen que hubiera sido mejor si Hopkins fuera relevado de su comando después de la censura, en lugar de reanudar su comando con una reputación deshonrada y una pérdida de respeto por parte de sus oficiales. Sin embargo, poco después de esto, John Hancock, presidente del Congreso Continental, escribió una resolución para que una goleta se convirtiera en un barco de guerra y se llamara Hopkins, aunque no hay registros que indiquen que se cumplió su resolución.

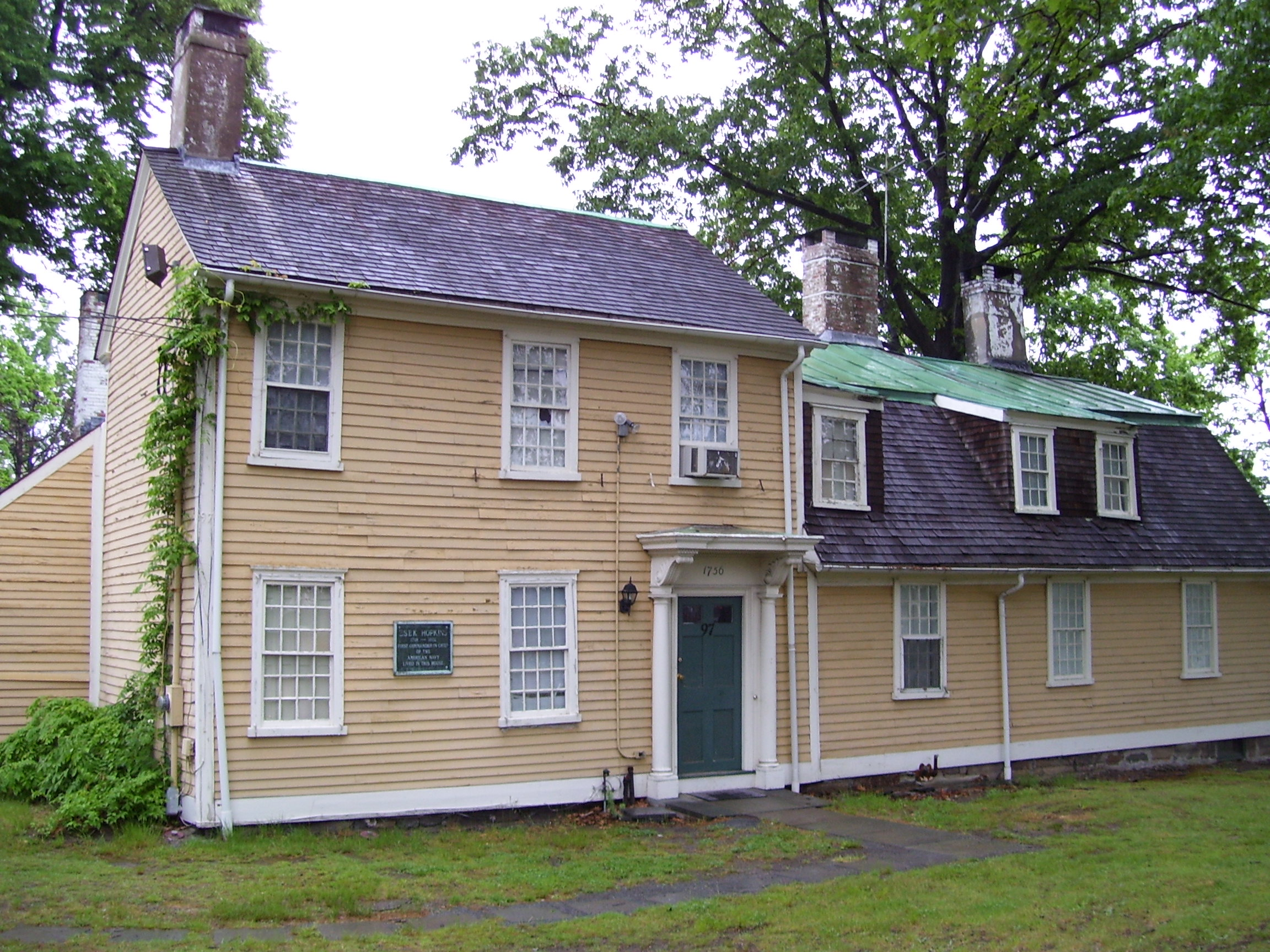
Casa de Esek Hopkins, construida en 1754.

La pequeña flota de Hopkins fue bloqueada principalmente en la bahía Narragansett por el poderío marítimo superior de los británico durante el resto del mandato de Hopkins como Comandante en Jefe de la Marina Continental, en parte debido al hecho de que no tenía la mano de obra adecuada para enfrentar al enemigo. Un grupo[¿quién?] de los oficiales de Hopkins finalmente fueron directamente al Congreso mientras que al mismo tiempo dejaban sus barcos sin permiso. Más tarde, se determinó que las acusaciones que los oficiales llevaron al Congreso no pudieron ser verificadas, pero no a tiempo, sin embargo, para sofocar lo que iba a suceder. La presión sobre la naturaleza del carácter y la capacidad de Hopkins se hizo cada vez más importante. A pesar de que John Hancock había felicitado a Hopkins en ese momento, la decisión de Hopkins de ir a Nasáu en las Bahamas y la escapada de Glasgow fue utilizada por legisladores en su contra.
Incluso con la defensa apasionada de John Adams, el Congreso Continental votó el 2 de enero de 1778 para liberar a Hopkins de su mando de forma permanente. Sin embargo, la primera acción de Hopkins, en Nasáu, que más tarde demostró ser un método eficaz para que la Armada Continental usara contra una abrumadora Armada británica, se usó políticamente contra él. Al respaldar esto, John Paul Jones, quien había sido teniente directamente bajo Hopkins, ganó un gran respeto al continuar este mismo tipo de guerra naval contra la supuerior Armada Real. "Además, y quizás lo más importante, el Asalto a Nassau llevó la guerra a los ingleses en un área donde se sentían más amenazados estratégicamente que las colonias americanas. Las Indias Occidentales eran un lugar de importancia para los británicos, tanto por motivos comerciales como debido a su papel fundamental en los conflictos navales con la némesis inglesa: Francia. La paranoia por perder las Indias Occidentales con frecuencia desviaría los intereses y activos militares ingleses de la guerra en América. La preocupación inglesa por esta área casi la haría abandonar la guerra en 1778 y puede que le haya costado la guerra a largo plazo. Si es verdad, bien podría decirse que esta incursión fue el primer ajuste de esta preocupación inglesa y un ajuste que puede haber marcado el tono para esas decisiones posteriores inglesas. La incursión de Nassau no fue solo una victoria táctica menor, sino también una gran victoria estratégica."
La comisión de Hopkins fue cancelada por el Congreso el 30 de julio de 1778 por su participación en el arresto de Richard Marven y Samuel Shaw, un par de denunciantes, debido a que habían denunciado su tortura a prisioneros de guerra británicos. Hopkins es el único responsable de la resolución del Congreso. "Es el deber de todas las personas al servicio de los Estados Unidos, así como de todos los demás habitantes del mismo, proporcionar la información más temprana al Congreso o cualquier otra autoridad apropiada de cualquier conducta indebida. Fraudes u otros delitos menores cometidos por cualquier persona al servicio de estos estados, que puedan llegar a su conocimiento".

## Después de la Revolución y legado
Hopkins fue miembro fundador de la Sociedad de Cincinnati.[cita requerida] Fue muy respetado en Rhode Island y continuó sirviendo en la Asamblea General de Rhode Island hasta 1786, luego se retiró a su granja donde murió el 26 de febrero de 1802. Su hogar, la Casa Esek Hopkins, ahora figura en el Registro Nacional de Lugares Históricos. Fue enterrado en el cementerio norte de Providence, Rhode Island.

## Familia
Hopkins era el hermano del gobernador de Rhode Island, Stephen Hopkins, firmante de la Declaración de Independencia y primer canciller de Brown junto con el mandato del presidente James Manning.
Hopkins se casó con Desire Burroughs (1724–1794) en noviembre de 1741. El matrimonio produjo 9 hijos, incluido John Burroughs Hopkins (1742–1796), un participante en el caso Gaspee, que más tarde se convirtió en capitán de la Armada Continental; y Susannah Hopkins (1756–1850), quien se casó con Jonathan Maxcy, un ministro bautista y segundo presidente de la Universidad Brown anteriormente afiliada a los bautistas, que en ese entonces se conocía como el Colegio de Rhode Island y las plantaciones de Providence.